# Parafia Narodzenia Najświętszej Marii Panny w Gródku
Parafia Narodzenia Najświętszej Marii Panny – parafia prawosławna w Gródku, w dekanacie Gródek diecezji białostocko-gdańskiej.
Na terenie parafii funkcjonuje 1 cerkiew i 1 kaplica:
- cerkiew Narodzenia Najświętszej Marii Panny w Gródku – parafialna
- kaplica Opieki Matki Bożej w Gródku – cmentarna

## Historia

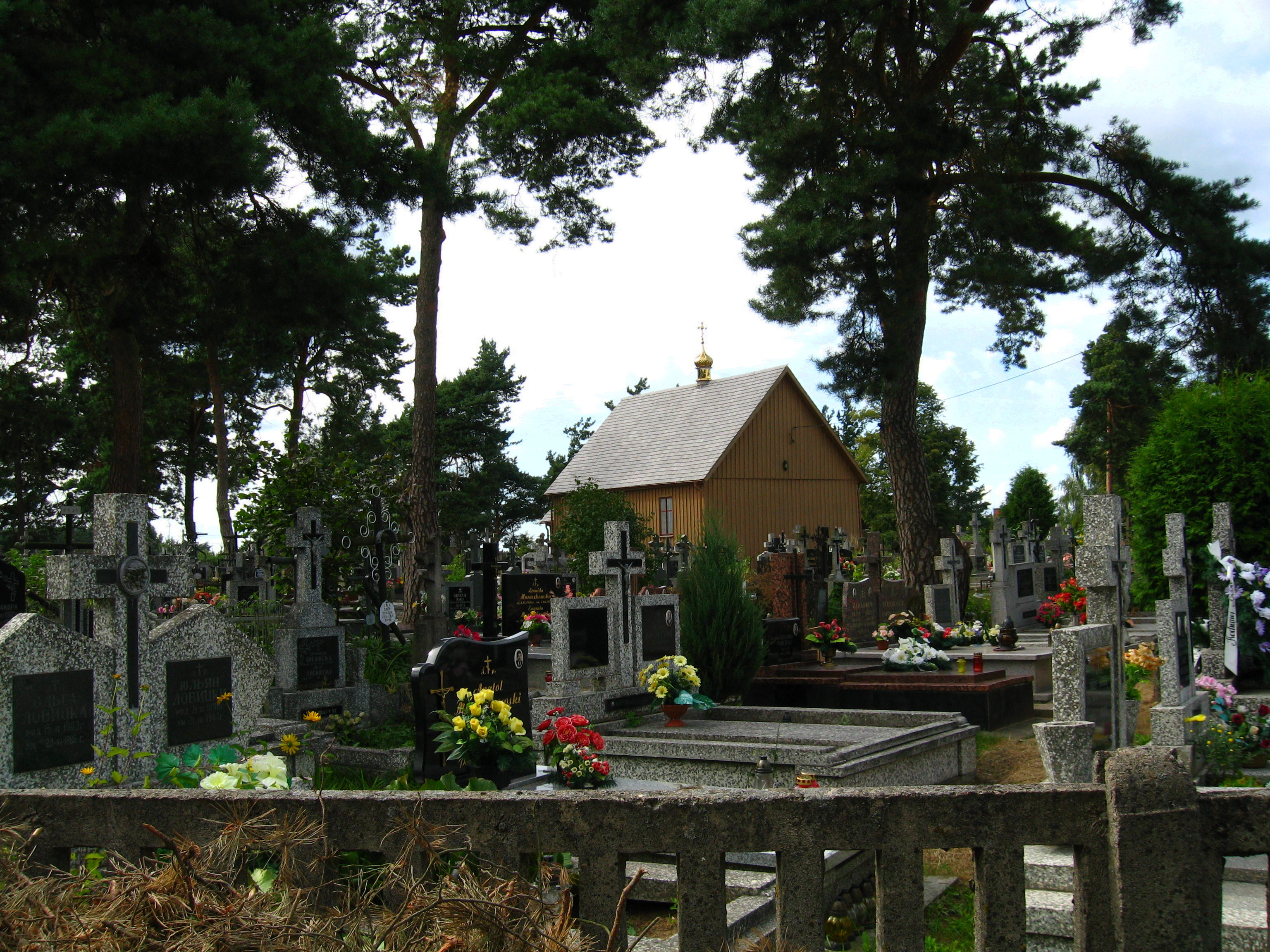
Kaplica cmentarna Opieki Matki Bożej

Początki prawosławia w Gródku sięgają połowy XIV wieku. Z przekazów historycznych wiadomo, że w Gródku w tym czasie znajdowała się główna siedziba rozległych dóbr możnego prawosławnego rodu Chodkiewiczów. Syn Jana Chodkiewicza, Aleksander, zbudował tam (około 1490) cerkiew pod wezwaniem św. Jana Teologa oraz monaster. Do monasteru i cerkwi sprowadził mnichów z góry Athos (według innej wersji z Kijowa). W 1492 mnichom pozwolono przenieść klasztor w inne, bardziej ustronne miejsce – w rezultacie w 1501 powstał monaster na terenie dzisiejszego miasta Supraśl (które swój początek zawdzięcza rzeczonemu monasterowi).
W XIX wieku, pod zaborem rosyjskim, parafia gródecka należała do dekanatu białostockiego diecezji litewskiej. W 1875 do parafii należeli wierni z miejscowości: Gródek, Bielewicze, Dzierniakowo, Józefowo, Kopce, Mieleszki, Pieszczaniki, Słuczanka, Waliły, Załuki i Zarzeczany. W owym czasie wspólnota posiadała cztery etatowe stanowiska: proboszcza, pomocnika proboszcza i dwóch psalmistów. W 1877 liczyła 5430 wiernych. Szkoła parafialna powstała w 1863; po 16 latach kształciło się w niej 120 uczniów. W lutym 1884 na terenie gródeckiej parafii otwarto szkoły gramoty.
Czwartą w historii parafii cerkiew zbudowano w 1858. W zachowanych do dziś zapiskach parafialnych można przeczytać: ...cerkiew drewniana, dzwonnica również. Ogrodzenie z kamienia.... W 1862 wzniesiono na cmentarzu parafialnym kaplicę pod wezwaniem Opieki Matki Bożej, która istnieje do dziś.
W 1901 parafię gródecką włączono do nowo utworzonej diecezji grodzieńskiej. Funkcjonowanie parafii przerwane zostało w 1915, kiedy to większość ludności prawosławnej została ewakuowana w głąb Rosji (bieżeństwo). Po odzyskaniu przez Polskę niepodległości parafia wznowiła działalność. Cerkiew parafialna spłonęła w 1943. Bezpośrednio po zakończeniu II wojny światowej rozpoczęto budowę kolejnej, tym razem murowanej cerkwi. Nową świątynię konsekrowano w 1970; wiele wysiłku w jej budowę włożył późniejszy metropolita Bazyli (Doroszkiewicz), który w latach 50. był proboszczem parafii w Gródku.
W październiku 1990 powstał chór młodzieżowy pod dyrekcją Jerzego Ostapczuka. Od 1991 przy parafii działa Bractwo Młodzieży Prawosławnej.
W 1992 z inicjatywy proboszcza, ks. Mikołaja Ostapczuka, rozpoczęto remont elewacji cerkwi, a rok później – konserwację ikon. W 1995 wykonano nowy ikonostas. W tymże roku utworzono drugi chór młodzieżowy pod dyrekcją Elżbiety Kondrusik. W 2002 ufundowano komplet 9 dzwonów. W 2008 ostatecznie ukończono remont cerkwi parafialnej. W tym też czasie odrestaurowano kaplicę cmentarną. W 2011 zakończono remont ogrodzenia wokół cerkwi.
9 listopada 2014 otwarto nowy cmentarz parafialny. Poświęcenia nekropolii dokonał arcybiskup białostocki i gdański Jakub.

## Zasięg parafii
Do parafii należą wierni z miejscowości: Gródek, Waliły, Waliły-Stacja, Waliły-Dwór, Królowe Stojło, Słuczanka, Piłatowszczyzna, Glejsk, Zarzeczany, Dzierniakowo, Straszewo, Bielewicze, Mieleszki, Grzybowce, Bagno, Ruda i Jakubin.

## Wykaz proboszczów
- Wiek XVII:
  - hieromnich  Stefan
  - hieromnich Afanazy
  - hieromnich Szymon
  - hieromnich Rafał
  - hieromnich Piotr
- 1788–? – ks. Michał Kleczkowski
- 1801–? – ks. Mateusz Koncewicz
- ?–1849 – ks. Józef Skalski
- 1852–1881 – ks. Julian Skalski
- 1881–1885 – ks. Józef Grynkiewicz
- 1885–1909 – ks. Filip Zankiewicz
- 1909–1915 – ks. Anatol Winogradow
- 1915–1918 – przerwa w funkcjonowaniu parafii (bieżeństwo)
- 1918–1940 – ks. Anatol Winogradow
- 1940–1944 – ks. Eugeniusz Wichrow
- 1944–1946 – ks. Włodzimierz Garustowicz
- 1946–1960 – ks. Włodzimierz Doroszkiewicz (późniejszy metropolita Bazyli)
- 1960–1979 – ks. Włodzimierz Doroszkiewicz (stryjeczny brat metropolity Bazylego)
- 1979 – ks. Aleksander Wysocki
- 1979–1990 – ks. Grzegorz Szyryński
- od 1990 – ks. Mikołaj Ostapczuk